# Lima (hrabstwo Sheboygan)
Lima – miasto w Stanach Zjednoczonych, w stanie Wisconsin, w hrabstwie Sheboygan.